# Michael Rosbash
Michael Rosbash (Kansas City, 7 de marzo de 1944) es un genetista y cronobiologista estadounidense, profesor de la Universidad Brandeis e investigador del Instituto Médico Howard Hughes. Recibió el Premio Nobel de Medicina en 2017 por las investigaciones llevadas a cabo por su grupo sobre la Drosophila para estudiar los relojes biológicos.